# Донатиен Махеле Лиеко Бокунгу
Донатиен Махеле Лиеко Бокунгу (15 апреля 1941, Киншаса, Бельгийское Конго — 16 мая 1997, Киншаса, Заир) — заирский генерал, который служил последним командующим армией режима Мобуту Сесе Секо.

## Биография
Махеле родился в 1941 году в районе Экватора Мобуту, но, в отличие от Мобуту, он не был из племени нгбанди, он был мбуза.
В 1978 году майор Махеле окончил Сен-Сир.
Один из немногих заирских генералов, не связанных с Мобуту, был уникален в том смысле, что он достиг своего звания по своим заслугам, а не благодаря политическому покровительству. Сформированный во Франции, он был телохранителем Мобуту в 1970-х годах, а позже выделился во время короткой войны Шаба II. После этого он получил звание генерала и получил командование Берет Руж.
В 1990 году он руководил контингентом специального президентского отдела, который был направлен в Руанду, чтобы помочь осажденному союзнику Мобуту, президенту Жювеналю Хабьяримана.

Махеле, широко воспринимаемый как неподкупный, приобрел большую популярность среди простых заирцев за их репрессии против беспорядков солдат Мобуту в начале 1990-х годов; однако другие заирские генералы видели его менее благоприятно по тем же причинам. Он был открытым критиком коррупции в правительстве Заира. Впоследствии Мобуту назначил его начальником штаба армии, классифицированного как генерал армейского корпуса. Но его открытое убеждение в том, что военные должны быть аполитичными и подотчетными народу Заира, не чувствовало себя хорошо с президентом, который немедленно заменил Махеле другим генералом. Махеле был выдан по существу бессильный титул. 
Я провел следующие три года, ища возможности для бизнеса и ведя себя сдержанно — Донатиен Махеле Лиеко Бокунгу.
В конце Первой войны в Конго он был отстранен и назначен начальником штаба армии, заместителем премьер-министра и министром Национальной обороны и по делам ветеранов. Ему было поручено реформировать армию Заира и победить повстанцев Лорана Кабилы.
Накануне свержения Мобуту, радикалы Мобуту убили Махеле за попытку договориться о мирной сдаче Киншаса Кабилу, Лоран-Дезире, чтобы избежать кровопролития в столице страны.